# Théorie de l'Internet Mort
La théorie de l'Internet Mort (en anglais : Dead Internet theory) est une théorie du complot qui considère que le réseau Internet n'est pratiquement plus peuplé que par des bots et que la majorité du contenu est généré par des algorithmes, marginalisant l'activité humaine. La date donnée pour ce « décès » se situe autour de 2016 ou 2017.
Une extension de cette théorie du complot est l'hypothèse qu'Internet va être submergé par le contenu généré par des algorithmes, notamment avec les avancées sur les agents conversationnels.

## Origines
Les origines exactes de cette théorie sont inconnues. L'origine généralement admise provient d'un fil du blog Agora Road’s Macintosh Cafe intitulé « La théorie de l’Internet Mort : la plupart d'Internet est faux », publié en janvier 2021,. Il a ensuite été popularisé par un article du journal américain The Atlantic. L'auteur du blog explique d'ailleurs que cette théorie a été écrite par plusieurs autres utilisateurs sur d'autres plateformes en ligne,.
Cette théorie s'appuie notamment sur le développement de l'intelligence artificielle et du deepfake.

## Arguments
La théorie de l'Internet Mort considère que l'activité humaine sur Internet a été remplacée par des algorithmes qui se font passer pour des humains. L'un de ses principaux arguments repose sur les tâches automatisées gérées par des bots informatiques. En effet, selon un rapport de la société américaine Imperva publié en 2025, 51 % du trafic Internet en 2024 est attribué à des bots, dont 37 % à des bots malveillants.  Cependant, selon Statista, le nombre d'utilisateurs sur Internet ne cesse d'augmenter. En 2022, 5,3 milliards d'utilisateurs ont été enregistrés.